# Župnija Sveta Planina
Župnija Sv. Planina je rimskokatoliška teritorialna župnija dekanije Zagorje nadškofije Ljubljana.

## Cerkvi
- Cerkev Imena Marijinega, Sveta Planina
- Cerkev sv. Križa, Čebine